# نارسینگ پانچام یاداو
نارسینگ پانچام یاداو (به انگلیسی: Narsingh Pancham Yadav) کشتی گیر کشور هند است. از افتخارات این کشتی گیر می توان به کسب مدال برنز بازی‌های آسیایی ۲۰۱۴ و مدال برنز مسابقات قهرمانی کشتی جهان ۲۰۱۵ اشاره کرد.